# Cantone di Bourgoin-Jallieu-Sud
Il Cantone di Bourgoin-Jallieu-Sud era una divisione amministrativa dell'arrondissement di La Tour-du-Pin.
A seguito della riforma approvata con decreto del 18 febbraio 2014, che ha avuto attuazione dopo le elezioni dipartimentali del 2015, è stato soppresso.

## Composizione
Comprendeva parte della città di Bourgoin-Jallieu e i comuni di:
- Badinières
- Châteauvilain
- Crachier
- Domarin
- Les Éparres
- Maubec
- Meyrié
- Nivolas-Vermelle
- Saint-Alban-de-Roche
- Sérézin-de-la-Tour
- Succieu